# Wladimir Dawidowitsch Baranow-Rossiné

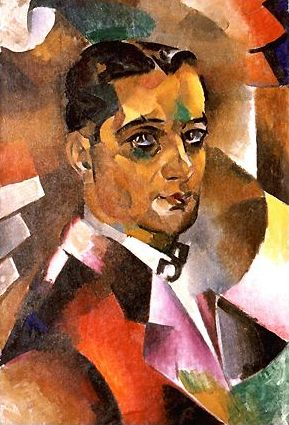
Selbstporträt von 1907

Wladimir Dawidowitsch Baranow-Rossiné (ursprünglich Schulim-Wolf Dawidowitsch Baranow; russisch Владимир Давидович Баранов-Россине; wiss. Transliteration Vladimir Davidovič Baranov-Rossiné; * 20. Dezember 1887jul. / 1. Januar 1888greg. in Bolschaja Lipaticha im Gouvernement Taurien, Russisches Kaiserreich; † 1944 im KZ Auschwitz-Birkenau) war ein russischer avantgardistischer Künstler. Neben Malerei und Bildhauerei beschäftigte er sich mit der Theorie der Farbmusik und der lichtmusikalischen Kinetik, war Erfinder des optophonischen Klaviers (Farbaudio-Klavier) und auf dem Gebiet der militärischen Camouflage.

## Leben
Von 1903 bis 1907 studierte Baranow-Rossiné an der Odessaer Kunstfachschule und 1908 trat er in die Russischen Kunstakademie in Sankt Petersburg, wurde aber 1909, gleich nach dem ersten Jahr, ausgeschlossen, weil er keinen Unterricht besuchte. Er malte im futuristischen und suprematistischen Stil, experimentierte mit Kubismus, Surrealismus, Dadaismus. 1908 führte er in Kiew mit der russischen avantgardistischen Künstlergruppe Sweno eine Ausstellung durch. Der Kontakt in die Künstlerkreise entstand durch die Vermittlung von Dawid Burljuk. 1910 bis 1914 weilte er in Paris in der Künstlerkolonie La Ruche, wo er unter dem Namen Daniel Rossiné arbeitete und ausstellte. Dort lernte er u. a. das Künstlerehepaar Robert Delaunay und Sonia Delaunay-Terk kennen, die Baranow-Rossinés Interesse für den orphischen Kubismus weckten. Während einer Reise nach Straßburg im Jahr 1911 traf er mit Hans Arp zusammen, über die Begegnung findet sich eine Notiz in Arps Werk „On my way“. Nach seinem Aufenthalt in Norwegen von 1915 bis 1917, wo er 1916 eine Ausstellung in Oslo hatte, kehrte er nach Petrograd zurück. 1916 konstruierte er sein Optophonic Piano, dessen Tasten jeweils mit Ton und Farbe, welche auf einen Bildschirm projiziert wurde, verbunden waren, und ließ es patentieren.
1919 heiratete er seine erste Frau, die aber bei der Geburt seines ersten Sohnes Eugène (1920–1997) starb. 1922 war er Lehrer am Wchutemas. Die Erste Russische Kunstausstellung Berlin 1922 zeigte einige seiner Gemälde wie Form und Farbe, Samowar, Rosa Farbe.
1923 heiratete er Pawlina Semjonowna Bukur (1900–1979), mit der er drei Kinder hatte: Michail (1928–1935), Tatjana (* 1934) und Dmitri (* 1942). Anfang der 1920er beschäftigte er sich, bezogen auf Skrjabin, weiter mit Lichtmusik. Erste Konzerte fanden 1923 in Meyerholds Theater und 1924 im Bolschoi-Theater statt.
1925 emigrierte Baranow-Rossiné nach Frankreich, wo er 1927 die Optophonik-Akademie gründete. Während des Zweiten Weltkrieges wurde er auf Grund seiner jüdischen Herkunft 1943 von der Gestapo verhaftet und in das KZ Auschwitz-Birkenau deportiert. Dort wurde er im Jahr 1944 umgebracht.

## Ausstellungen (Auswahl)
- Stephanos (1907/08)
- Das Glied (1908)
- Der Kranz-Stephanos (1908/09)
- Impressionisten (1909)
- Salon d’Automne, Paris (1910–1913)
- Erste Russische Kunstausstellung Berlin 1922, Berlin (1922), Amsterdam (1923)
- Salon des Indépendants, Paris (1911–1914, 1925–1942)